# Citadela Kirkuk
Citadela Kirkuk (arabsko قلعة كركوك, kurdsko قەڵای کەرکووک, turško Kerkük Kalesi) je v središču Kirkuka v Iraku in velja za najstarejši del mesta. Citadela stoji na 40 metrov visokem bregu na planoti čez reko Khasa.

## Zgodovina
Izvor citadele je sporen; nekateri zgodovinarji verjamejo, da je najstarejše dele zgradbe zgradilo nomadsko ljudstvo Gutijci pred približno 3500 leti, drugi trdijo, da je citadelo zgradil asirski kralj Ašurnasirpal II. med 850 in 884 pr. n. št..
Kralj Selevk I. Nikator je okoli 72 ulic in dveh vhodov v citadelo zgradil močno obzidje z 72 stolpi. Dragulj citadele je tako imenovana 'Rdeča cerkev', s sledovi mozaikov iz obdobja pred islamsko osvojitvijo Iraka v 7. stoletju. Domneva se, da je Timur Lenk citadelo obiskal leta 1393 med svojo vojaško ekspedicijo. Moderni zidovi segajo v osmansko obdobje.
V 1990-ih je Sadam Husein napovedal kampanjo za polepšanje obzidane citadele. Tam še vedno obstaja veliko število zgodovinskih in verskih krajev, vključno s spomenikom, za katerega se domneva, da je Danielov grob.

## Mošeja preroka Daniela
To je mošeja, zgrajena nad grobom, za katerega nekateri verjamejo, da vsebuje telo preroka Daniela. Mošeja stoji znotraj citadele Kirkuk. Stavba mošeje je bila eden od judovskih templjev, nato pa so jo preoblikovali v krščansko cerkev. je bila pozneje zgrajena v islamski dobi.
Mošeja vsebuje starodavni minaret iz obdobja Osmanskega cesarstva, poleg lokov in stebrov, katerih konstrukcijski slog sega v pozno mongolsko dobo ali začetek timuridske dobe (tj. meje 9. stoletja hidžre - 15. stoletja našega štetja). Osmerokotna osnova, ob kateri je stolp, je bila zgrajena na ruševinah obokov stare stavbe. Mošeja ima dve kupoli, površina mošeje pa je 400 kvadratnih metrov, molitvena dvorana svetišča pa lahko sprejme več kot 150 vernikov. Svetišče je pomembno za duše ljudi okoli njega, prebivalcev mesta Kirkuk. Ena najpomembnejših osebnosti, ki je prevzela položaj imamata v mošeji, je pesnik iz Kirkuka, šejk Sajid Muhamad.

## Mošeja Al-Erian
Sredi citadele stoji mošeja Al-Erian, njena gradnja sega v leto 1142 po hidžri, kar je razvidno iz kamna, nameščenega na njenem vhodu. To mošejo odlikuje mihrab, okrašen s pisanimi cvetličnimi in geometričnimi okraski v obliki rož. Koranskega verza: »In Zaharija jo je zaščitil, ko je vstopil v mihrab nad njo« (Al Imran: 37). Prižnica mošeje, je bila zgrajena iz mavca in kamna, njene stranice pa so bile okrašene z mavčnim okrasjem, ki je predstavljalo geometrijske oblike, vključno s šesterokotnimi zvezdami, obdanimi z okvirjem iz brokata. Mošeja ima dve kupoli različnih velikosti.

## Stavbna dediščina
V citadeli Kirkuk je veliko hiš z redkimi, če ne edinstvenimi specifikacijami. Te hiše so sestavljene iz treh prekrivajočih se hiš, prva z občutljivimi marmornimi stebri in vhodi v sobe ter okni, uokvirjenimi z alabastrom in tretja hiša, ki se imenuje (nevestina hiša). Te hiše odlikujejo oboki ter mavčni in geometrični okraski, vsaka od hiš pa ima svoje posebnosti, ki jih v drugih hišah skorajda ni.